# Ceriana ugandana
Ceriana ugandana är en tvåvingeart som först beskrevs av Kertesz 1913.  Ceriana ugandana ingår i släktet griffelblomflugor, och familjen blomflugor. Inga underarter finns listade i Catalogue of Life.